# Cá hồi chó
Cá hồi chó (danh pháp hai phần: Oncorhynchus keta) được biết đến như một loại cá hồi chum, keta, hay calico ở nhiều vùng tại Mỹ, là một loài cá thuộc họ Cá hồi. Loài này có phạm vi phân bố rộng nhất trong các loài cá hồi Thái Bình Dương: phía nam tới tận Sông Sacramento ở California và đông Thái Bình Dương và đảo Kyūshū tại Biển Nhật Bản ở phía tây Thái Bình Dương; phía bắc tới Sông Mackenzie ở Canada, phía đông tới Sông Lena, phía tây tới Siberia.

## Hình ảnh

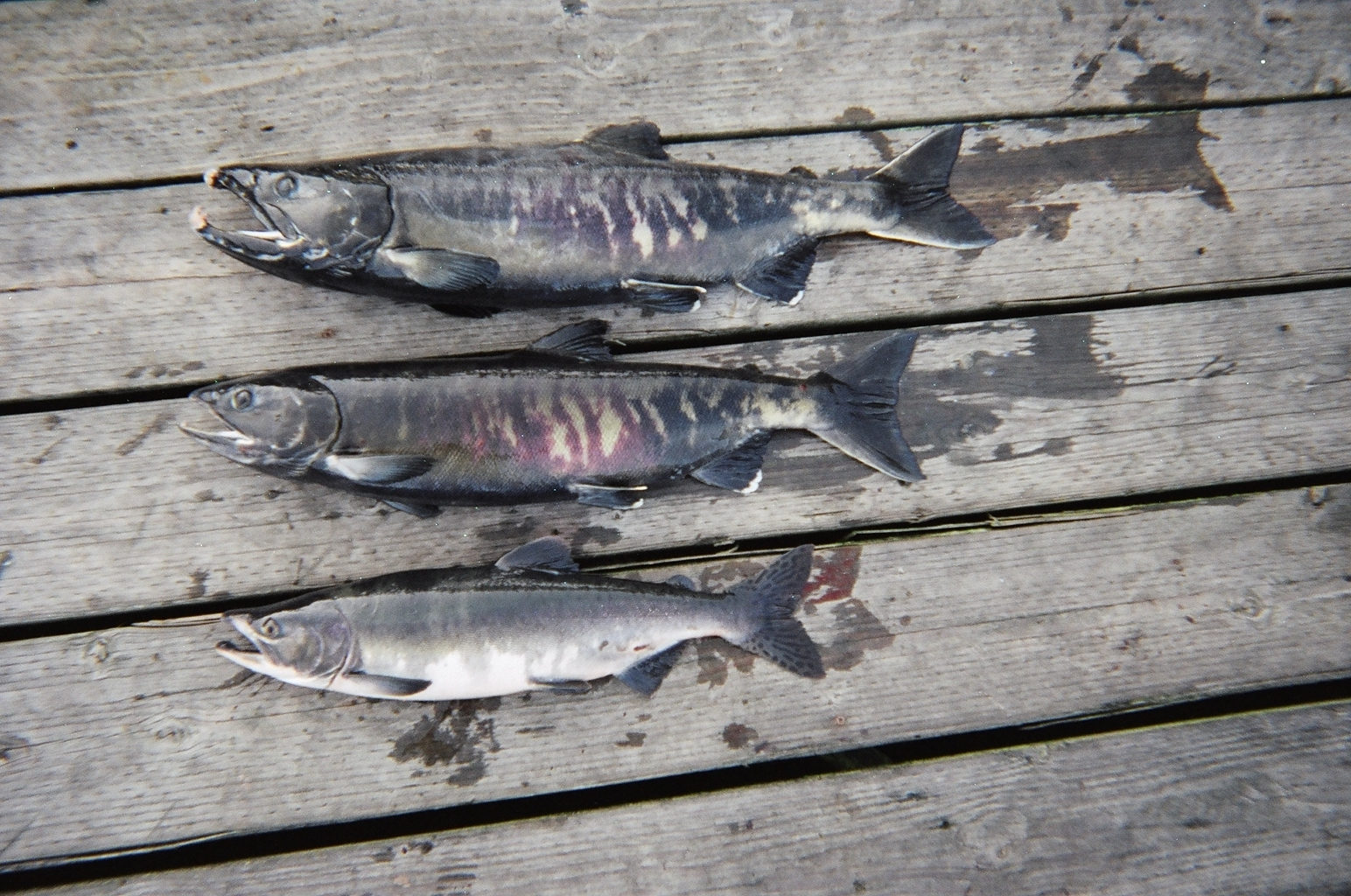
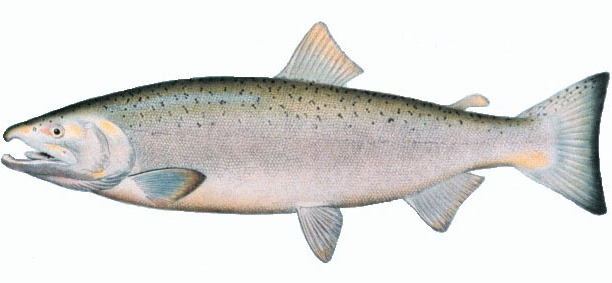
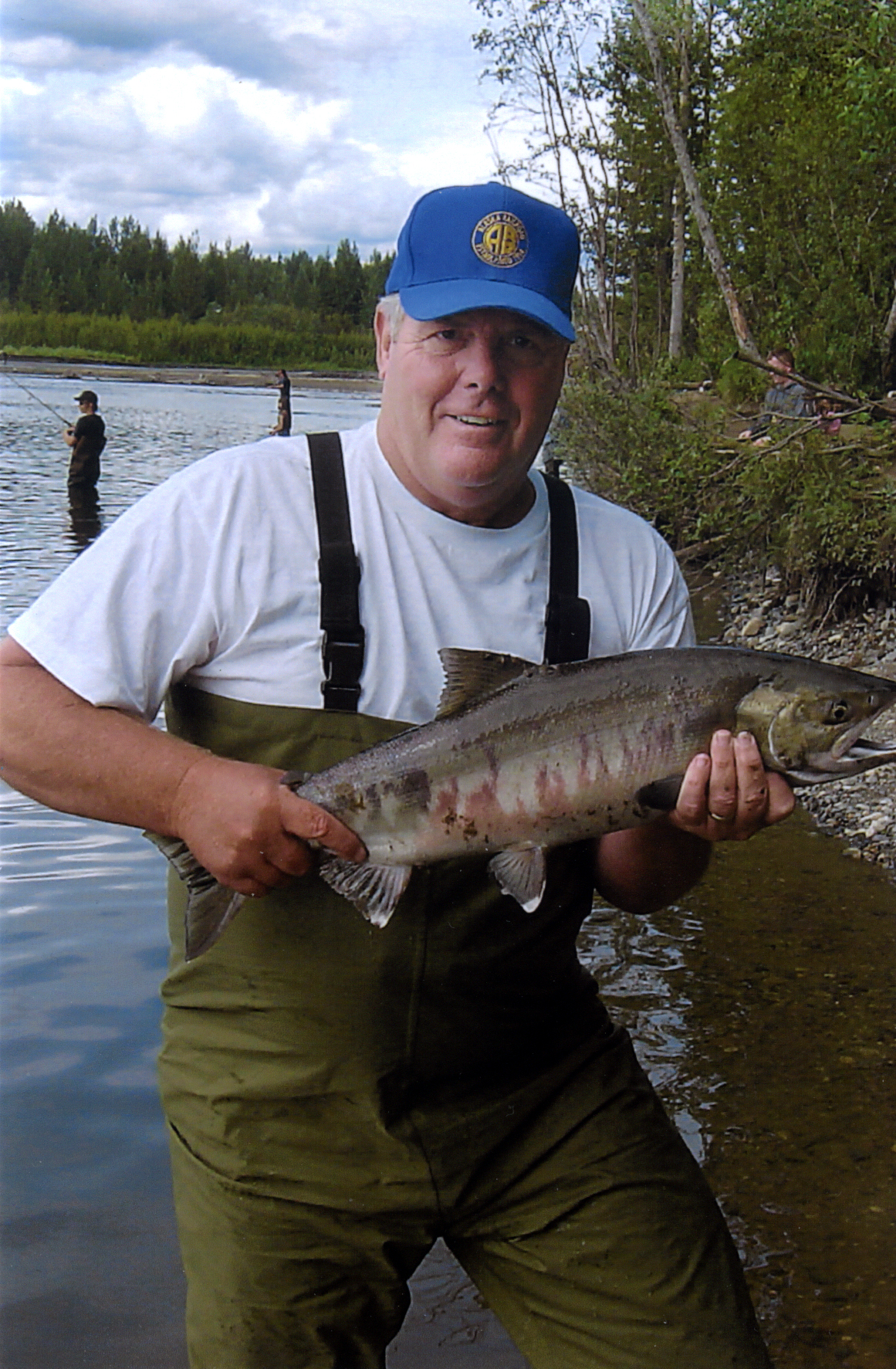